# Псевдоевклідів простір
Псевдоевклідів простір — скінченномірний дійсний векторний простір або афінний простір з невиродженим індефінітним скалярним добутком, який називають також індефінітною метрикою. Індефінітна метрика не є метрикою у сенсі визначення метричного простору, а являє собою частковий випадок метричного тензора.
Найважливішим прикладом псевдоевклідового простору є простір Мінковського.

## Сигнатура псевдоевклідового простору
Обравши відповідний базис векторного псевдоевклідового простору {\displaystyle L}, завжди можна домогтися того, щоб індефінітний скалярний добуток цього простору мав вигляд
{\displaystyle \langle x,y\rangle =x_{1}y_{1}+\ldots +x_{m}y_{m}-x_{m+1}y_{m+1}-\ldots -x_{n}y_{n},}
де {\displaystyle x=(x_{1},\ldots ,x_{n})} та {\displaystyle y=(y_{1},\ldots ,y_{n})} — вектори простору
{\displaystyle L}. Зокрема, скалярний квадрат вектора має вигляд
{\displaystyle \langle x,x\rangle =x_{1}^{2}+\ldots +x_{m}^{2}-x_{m+1}^{2}-\ldots -x_{n}^{2},}
і може бути як додатнім, так і від'ємним числом, а також нулем (навіть для ненульового вектора {\displaystyle x}). Відповідно, довжина вектора {\displaystyle x}, визначена рівністю
{\displaystyle \|x\|={\sqrt {\langle x,\;x\rangle }},}
є або дійсним додатнім, або чисто уявним числом, або нулем.
Аналогічно, вибором репера завжди можна домогтися того, щоб відстань між точками {\displaystyle n}-вимірного афінного псевдоевклідового простору з координатами {\displaystyle (x_{1},\ldots ,x_{n})} і {\displaystyle (y_{1},\ldots ,y_{n})} записувалось у вигляді
{\displaystyle d(x,y)={\sqrt {(x_{1}-y_{1})^{2}+\ldots +(x_{m}-y_{m})^{2}-(x_{m+1}-y_{m+1})^{2}-\ldots -(x_{n}-y_{n})^{2}}}.}
Базиси і репери з такою властивістю називаються ортонормованими.
Пара чисел {\displaystyle (m,n-m)} (які задають кількість базисних векторів дійсної й чисто уявної довжини, відповідно) не залежить від вибору ортонормованого базису або репера (закон інерції Сільвестра) і називається сигнатурою псевдоевклідового простору.
Псевдоевклідові простори з різними сигнатурами не ізометричні один одному. Утім, простір із сигнатурою {\displaystyle (m,n-m)} може бути перетворений в простір з сигнатурою {\displaystyle (n-m,m)} зміною знаку скалярного добутку, і тому відмінності між такими просторами зазвичай не роблять: зокрема, простір Мінковського в різних джерелах визначається або як простір сигнатури {\displaystyle (1,3)}, або як простір сигнатури {\displaystyle (3,1)}. Таким чином, кожному виміру {\displaystyle n} відповідає {\displaystyle \left[n/2\right]} (де прямі дужки означають взяття цілої частини) різних {\displaystyle n}-вимірних псевдоевклідових просторів.

## Ізотропні вектори, напрямки, конуси
Важливою особливістю просторів з індефінітною метрикою є наявність ненульових векторів, які мають нульову довжину. Такі вектори (а також прямі, напрямними векторами яких вони є) називаються ізотропними або світлоподібними (останнє найменування частіше використовується у фізиці, воно пов'язане з простором Мінковського). Підпростір векторного псевдоевклідового простору називається ізотропним, якщо він повністю складається з ізотропних векторів.
Множина всіх ізотропних векторів псевдоевклідового векторного простору називається ізотропним конусом (або світловим конусом) цього простору. Світловий конус простору сигнатури {\displaystyle (1,n-1)} не має «граней», тобто ізотропних підпросторів вимірності понад 1.
Множина всіх ізотропних векторів псевдоевклідового афінного простору, відкладених від довільної фіксованої точки, називається ізотропним конусом (або світловим конусом) простору в цій точці. Ця множина справді є конусом (в узагальненому сенсі цього поняття) з вершиною в цій точці. Ізотропні конуси псевдоевклідового афінного простору з вершинами в різних точках можна отримати один з одного за допомогою паралельного перенесення.
Зокрема, псевдоевклідова векторна площина має рівно два ізотропних напрямки. В ортонормованому базисі, де скалярний квадрат вектора набуває вигляду {\displaystyle \langle x,x\rangle =x_{1}^{2}-x_{2}^{2},} ізотропні напрямки — прямі {\displaystyle x_{1}\pm x_{2}=0,} тому ізотропний конус складається з об'єднання цих двох прямих.
Тривимірний псевдоевклідовий векторний простір має нескінченну кількість ізотропних напрямків. В ортонормованому базисі, де скалярний квадрат вектора набуває вигляду {\displaystyle \langle x,x\rangle =x_{1}^{2}+x_{2}^{2}-x_{3}^{2},} ізотропні напрямки — це всі прямі, що лежать на ізотропному конусі {\displaystyle x_{1}^{2}+x_{2}^{2}-x_{3}^{2}=0,} який в цьому випадку являє собою справжній конус.

## Підпростори псевдоевклідового простору

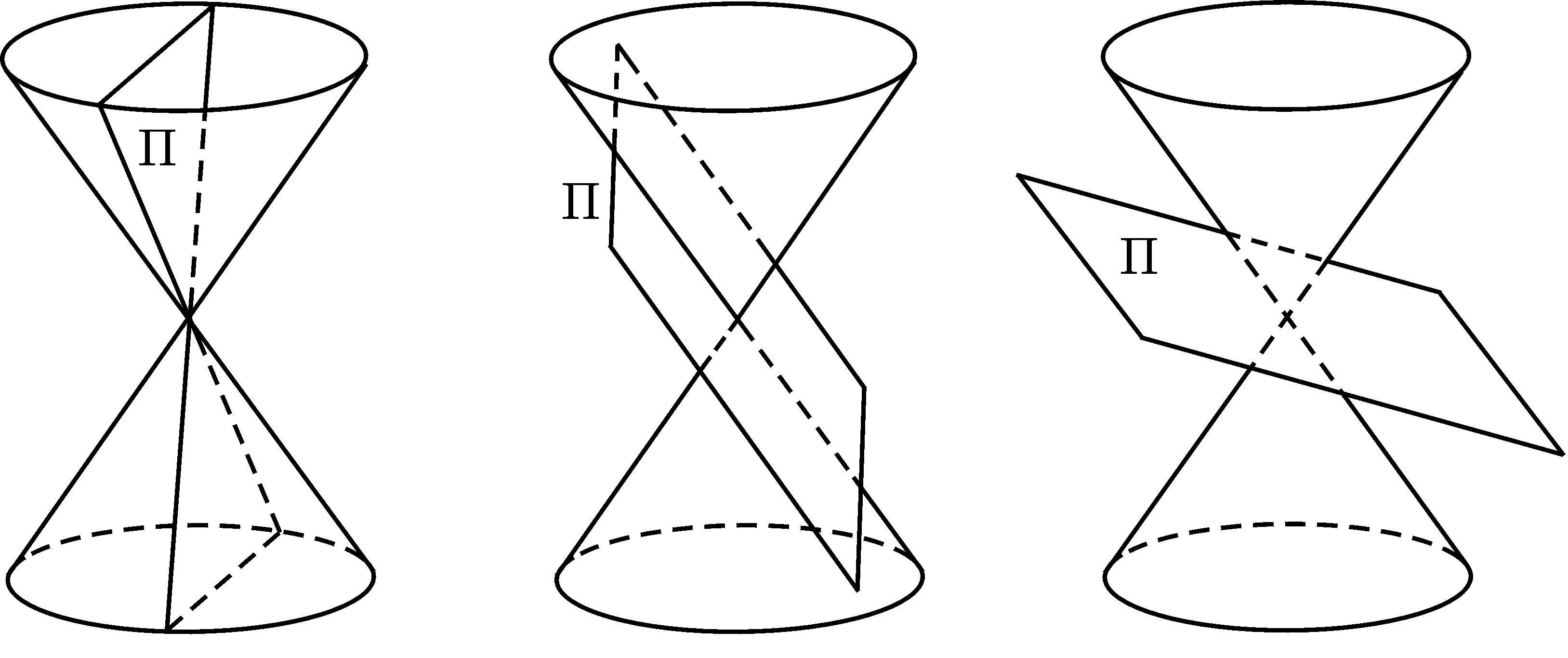
Взаємне розташування площини та ізотропного конуса в тривимірному псевдоевклідовому просторі

Підпростір псевдоевклідового простору із сигнатурою {\displaystyle (n-m,m)} не обов'язково є теж псевдоевклідовим; він може бути й евклідовим простором. Наприклад, у тривимірному псевдоевклідовому просторі із сигнатурою {\displaystyle (2,1)} площина {\displaystyle \Pi } може бути або псевдоевклідовим простором з сигнатурою {\displaystyle (1,1)}, або евклідовим простором, або мати вироджений скалярний добуток. Геометрично ці три випадки визначаються розташуванням площини {\displaystyle \Pi } відносно ізотропного конуса (див. рисунок). А саме: площина {\displaystyle \Pi } є псевдоевклідовою, якщо вона перетинає ізотропний конус по двох різних прямих (ізотропних напрямках); обмеження скалярного добутку на площину {\displaystyle \Pi } вироджене, якщо {\displaystyle \Pi } дотикається ізотропного конуса, тобто, перетинається з ним лише по одній прямій; нарешті, площина {\displaystyle \Pi } є евклідовою, якщо вона має з ізотропним конусом єдину спільну точку (вершину конуса).

## Кола та сфери
З погляду геометрії псевдоевклідової площини, колами довільного ненульового (дійсного або чисто уявного) радіуса є гіперболи. Аналогічно, у тривимірному псевдоевклідовому просторі сигнатури {\displaystyle (2,1)} сферами ненульового дійсного радіуса є однопорожнинні гіперболоїди, а сферами ненульового чисто уявного радіуса — двопорожнинні гіперболоїди. Аналогічна ситуація в просторах більшої кількості вимірів, наприклад, у чотиривимірному просторі сигнатури (3,1).
За своїми геометричними властивостями кожна з двох «половин» гіперсфери уявного радіуса в {\displaystyle n+1}-вимірному псевдоевклідовому просторі сигнатури {\displaystyle (n,1)} є {\displaystyle n}-вимірним гіперболічним простором. Простори вимірності {\displaystyle k} (від {\displaystyle 0} до {\displaystyle n-1}) в цьому гіперболічному просторі відповідають підпросторам вимірності {\displaystyle k+1} початкового псевдоевклідового простору, які проходять через початок координат і перетинають гіперсферу уявного радіуса, а його рухи відповідають перетворенням Лоренца.

## Зворотна нерівність Коші— Буняковського
У псевдоевклідовому просторі з сигнатурою {\displaystyle (n-1,1)} для всіх векторів уявної довжини виконана нерівність, зворотна нерівності Коші-Буняковського для евклідових просторів:
{\displaystyle \langle x,x\rangle <0,\ \langle y,y\rangle <0\ \Rightarrow \ \langle x,y\rangle ^{2}\geqslant \langle x,x\rangle \cdot \langle y,y\rangle .}

## Застосування у фізиці
Найважливішим окремим випадком псевдоевклідового простору є простір Мінковського, що використовується в спеціальній теорії відносності як простір-час, в якому метрика сигнатури (1,3) Лоренц-інваріантна (тільки псевдоевклідова метрика може бути Лоренц-інваріантною), а для часоподібності двох подій довжина (у сенсі такої метрики) кривої, що з'єднує ці події і теж усюди часоподібній, є час між ними, виміряний по годиннику, рух якого описується в просторі-часі цієї кривої. Ізотропні напрямки є напрямами поширення світла і називаються також нульовими або світлоподібними.
Теоретична фізика розглядає псевдоевклідові простори й іншої вимірності, однак зазвичай метрика в них має сигнатуру {\displaystyle (1,n)},тобто це простори з однією часовою координатою та n — просторовими.

## Приклади
- Для евклідового простору завжди {\displaystyle \ k=n,} тому квадратична форма є додатноозначеною.
- Важливим псевдоевклідовим простором є простір Мінковського, для якого {\displaystyle \ n=4,k=3.}
- Найпростішим псевдоевклідовим простором є площина подвійних чисел: z = x + y j з квадратичною формою

{\displaystyle \lVert z\rVert =zz^{*}=z^{*}z=x^{2}-y^{2}.}

## Властивості
- {\displaystyle \ q(x)} не є нормою, оскільки вона не є невід'ємною і для неї не виконується нерівність трикутника.
- У псевдоевклідовому просторі, на відміну від евклідового, існують ненульові вектори нульової довжини {\displaystyle q(x)\leqslant 0.}